# Josef Schreiber (Soldat)

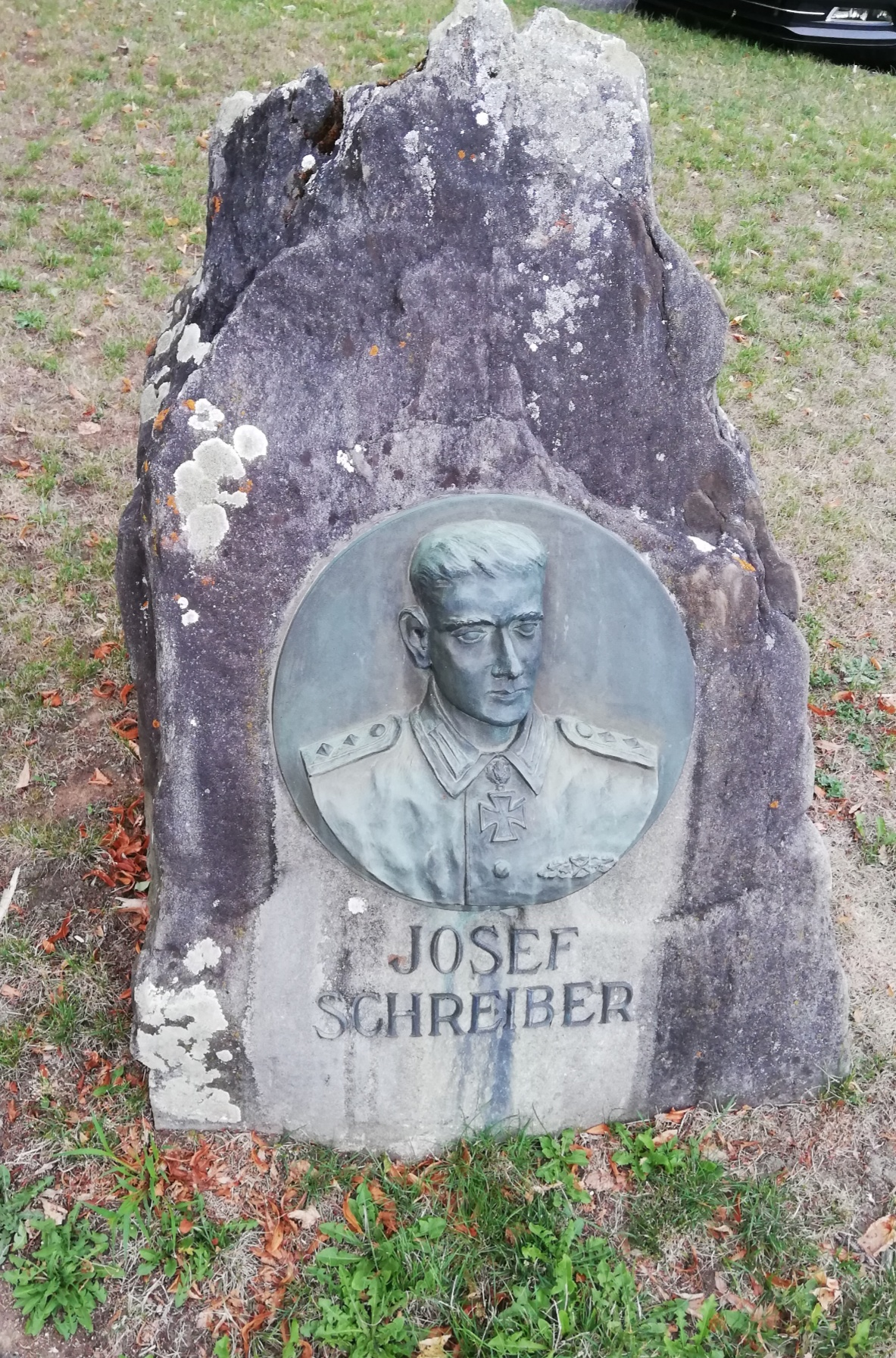
Gedenkstein in Immendingen

Josef Schreiber (* 24. Dezember 1919 in Mindersdorf; † 1. Februar 1945 (vermisst)) war Oberfeldwebel der Wehrmacht im Zweiten Weltkrieg. Er wurde mit dem Ritterkreuz des Eisernen Kreuzes mit Eichenlaub ausgezeichnet.

## Leben
Sein Vater August Schreiber war Sattlermeister. Seine Mutter Josefine war die zweite Ehefrau von August Schreiber. Gemeinsam betrieb die Familie einen Bauernhof. Schreiber hatte die Schule mit der Mittleren Reife abgeschlossen und seine Arbeitsdienstzeit abgeleistet.
Am 14. August 1938 meldete sich Schreiber freiwillig bei der 7. Kompanie des Infanterie-Regiments 14 in Konstanz. Am 11. Oktober 1940 erfolgte die Beförderung zum Unteroffizier. Vor dem Hintergrund seiner Leistungen bei einem Gefecht im Russlandfeldzug – Schreiber hatte zeitweise das Kommando über einen Zug übernommen und einen sowjetischen Gegenangriff abgeschlagen – erhielt er am 18. September 1941 das Eiserne Kreuz I.
Er blieb Zugführer in der 4. Kompanie des Infanterie-Regiments 14. Am 31. März 1943 wurde ihm das Ritterkreuz des Eisernen Kreuzes verliehen. Bei einem Gefecht nördlich von Orel war es zwei von ihm kommandierten Infanteriezügen gelungen, eine beherrschende Höhe gegen starke sowjetische Angriffe zu verteidigen.
Am 1. Juli 1943 erfolgte seine Beförderung zum Oberfeldwebel. Er kehrte zur 7. Kompanie zurück und nahm am Unternehmen Zitadelle teil. Am 14. August 1943 übernahm er die 7. Kompanie. Der Kompaniechef war tot, die gesamte Einheit zählte nur noch 30 Mann.
Nach erneuter Übernahme eines Zuges bei der 4. Kompanie gelang es ihm, mit seinen Soldaten eingebrochene sowjetische Kräfte zurückzudrängen. Hierfür erhielt er am 5. Oktober 1943 das Eichenlaub zum Ritterkreuz des Eisernen Kreuzes.
Ende 1944 wurde Schreiber als Ausbilder zur Kriegsschule V nach Posen kommandiert. Mit den etwa 2000 Fahnenjunkern der Kriegsschule wurde auch Schreiber der anrückenden Roten Armee entgegengeworfen. Fahnenjunker-Oberfeldwebel Schreiber gilt seit dem 1. Februar 1945 als bei den Kämpfen um Posen vermisst und wurde posthum zum Leutnant der Reserve befördert.

## Gedenken
Die Oberfeldwebel-Schreiber-Kaserne in Immendingen trug ab dem 27. Mai 1967 bis zur Schließung 2016 seinen Namen. Die Gemeinde Immendingen bewahrt sein Gedenken und das der Garnison mit einer Parkanlage am oberen Schloss.